# Сан-Лоренсо (Гондурас)
Сан-Лоренсо (исп. San Lorenzo) — город и муниципалитет в южной части Гондураса, на территории департамента Валье.

## История
Сан-Лоренсо был основан в 1522 году испанцами как небольшая деревушка. Получил статус города только в 1909 году.

## Географическое положение
Город расположен примерно в 60 милях к югу от Тегусигальпы, 21 миле к востоку от границы с Сальвадором и в 50 милях от границы с Никарагуа. Крупнейший гондурасский порт на берегу Тихого океана. Через город проходит Панамериканское шоссе.

## Население
По данным на 2013 год численность населения составляет 30 268 человек.
Динамика численности населения города по годам:
| 1974  | 1988   | 2001   | 2013   |
| ----- | ------ | ------ | ------ |
| 9 467 | 15 294 | 20 653 | 30 268 |

## Экономика и транспорт
Сан-Лоресо — один из наиболее развитых городов юга страны. Экономика основывается на вылове и переработке морепродуктов, сельском хозяйстве и туризме.
К северо-западу от центра города имеется взлётно-посадочная полоса, однако, ближайший аэропорт, принимающий регулярные рейсы находится только в Тегусигальпе.